# M1 (Köpenhamns metro)

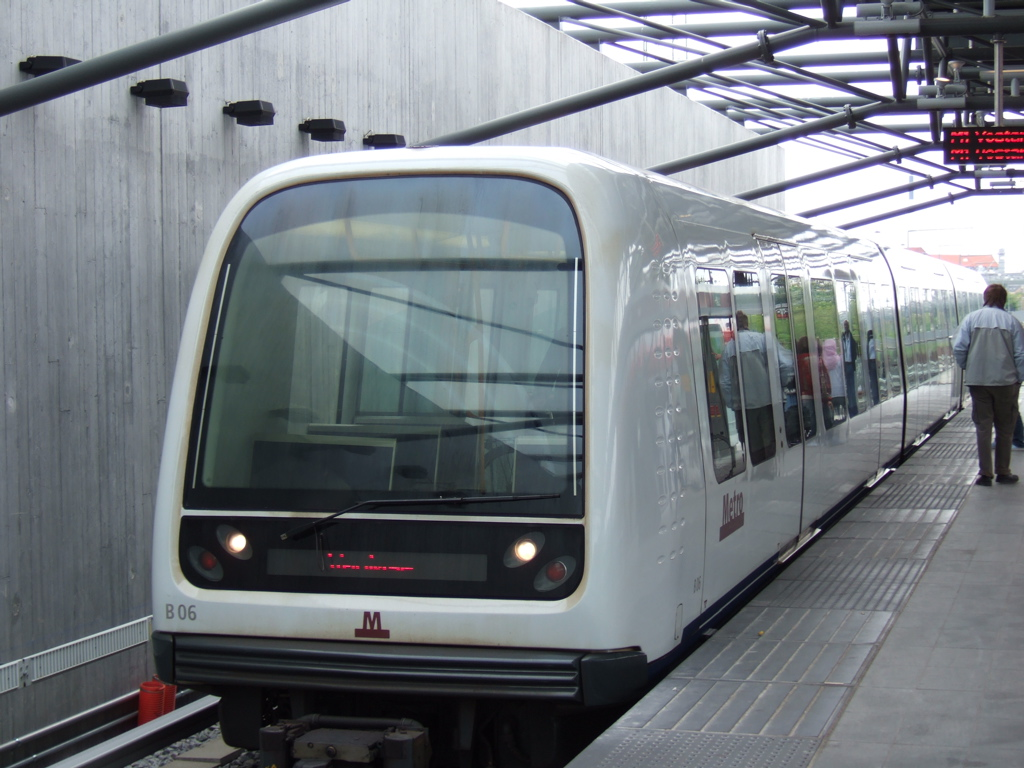
Vanløse är metrolinjens startpunkt i väst.

M1 är en linje på Köpenhamns metro som har grön färg på den stiliserade kartan. Linjen börjar vid Vanløse i väster och fortsätter därifrån genom Köpenhamns centrum till slutstationen Vestamager i stadsdelen Amager Vest. Mellan Vanløse och Christianshavn delar M1 bansträckningen med M2, och går därefter söderöver på ön Amager via Islands Brygge, DR Byen och Ørestad till Vestamager. I Ørestad finns bytesmöjlighet till Öresundståg mot bland annat Kastrups flygplats och Malmö. Flygplatsen kan också nås via metrolinjen M2 (byte vid Christianshavn till stationen Lufthavnen). Den första delsträckan, mellan Nørreport och Vestamager, invigdes 19 oktober 2002.

## Stationer
| Station        | Övergångar                                       |
| -------------- | ------------------------------------------------ |
| Vanløse        | Övergång till S-tåg                              |
| Flintholm      | Övergång till S-tåg                              |
| Lindevang      |                                                  |
| Fasanvej       |                                                  |
| Frederiksberg  | Övergång till M3                                 |
| Forum          |                                                  |
| Nørreport      | Övergång till S-tåg, Öresundståg och regionaltåg |
| Kongens Nytorv | Övergång till M3                                 |
| Christianshavn | Övergång till M2                                 |
| Islands Brygge |                                                  |
| DR Byen        |                                                  |
| Sundby         |                                                  |
| Bella Center   |                                                  |
| Ørestad        | Övergång till Öresundståg                        |
| Vestamager     |                                                  |